# Họ Ruồi nhà
Họ Ruồi nhà (danh pháp khoa học: Muscidae) là một họ thuộc bộ Hai cánh (Diptera). Họ này nằm trong liên họ Muscoidea.
Họ Ruồi nhà phân bố khắp thế giới, với gần 4.000 loài đã được mô tả thuộc hơn 100 chi.
Ruồi trưởng thành có thể ăn thịt, hút máu, ăn các chất thối rữa hoặc ăn một số loại dịch tiết thực vật và động vật. Chúng có thể bị thu hút bởi các chất như đường, mồ hôi, nước mắt và máu. Ấu trùng sống trong các môi trường sống như thảm thực vật mục nát, đất khô và ướt, tổ của côn trùng và các loài chim, nước ngọt và xác chết.
Loài ruồi nhà (Musca domestica) là loài thường gặp nhất.

## Hình ảnh

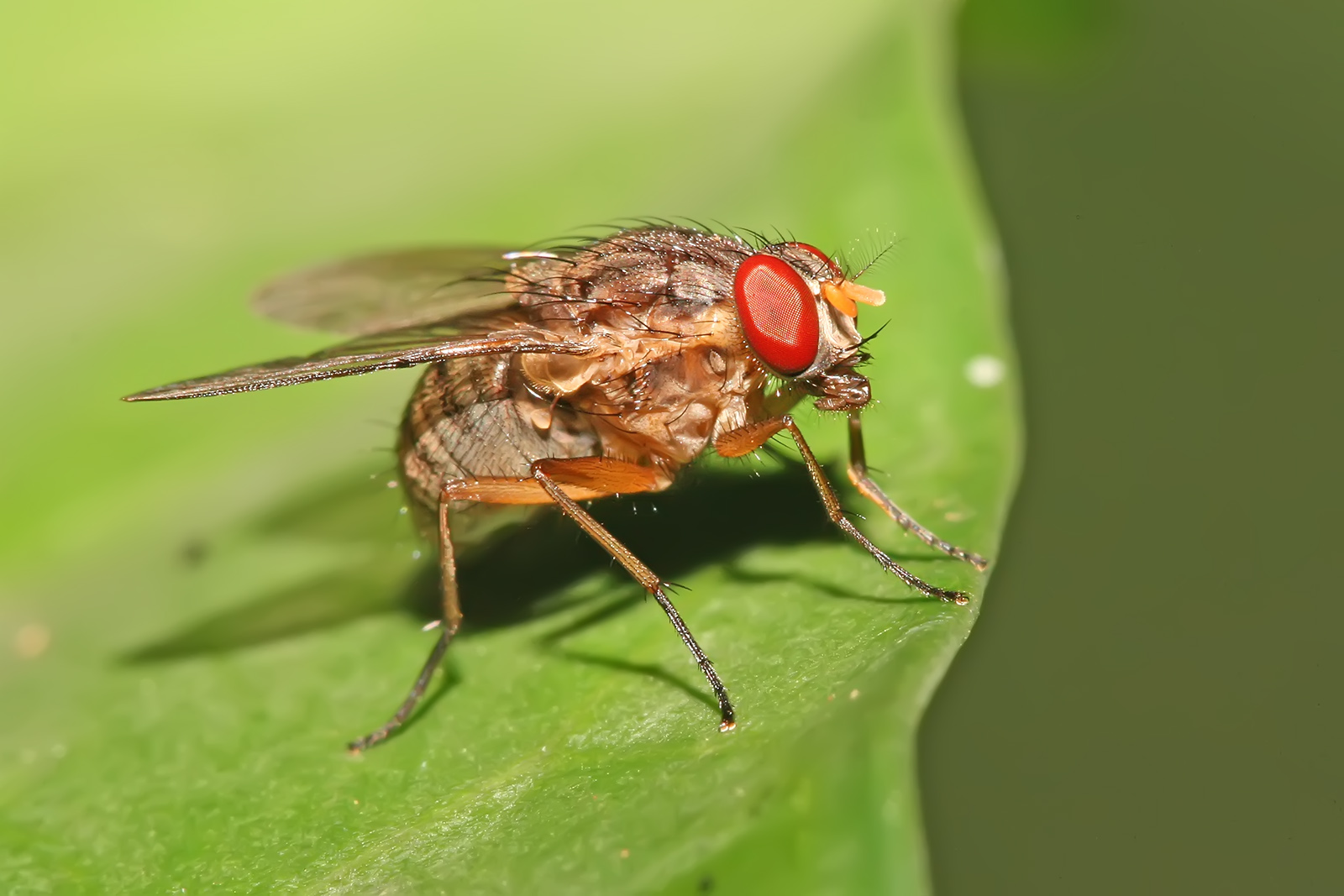
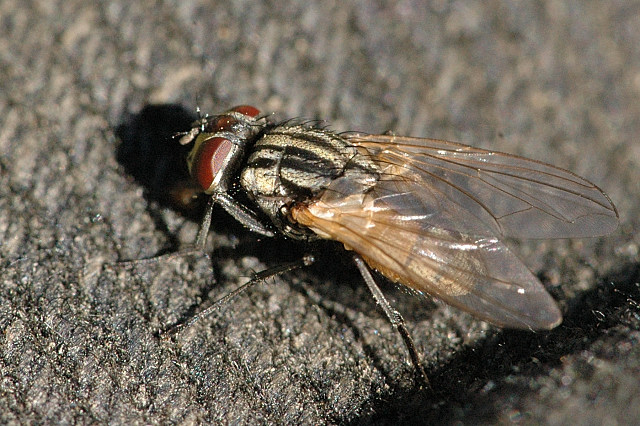
Musca domestica
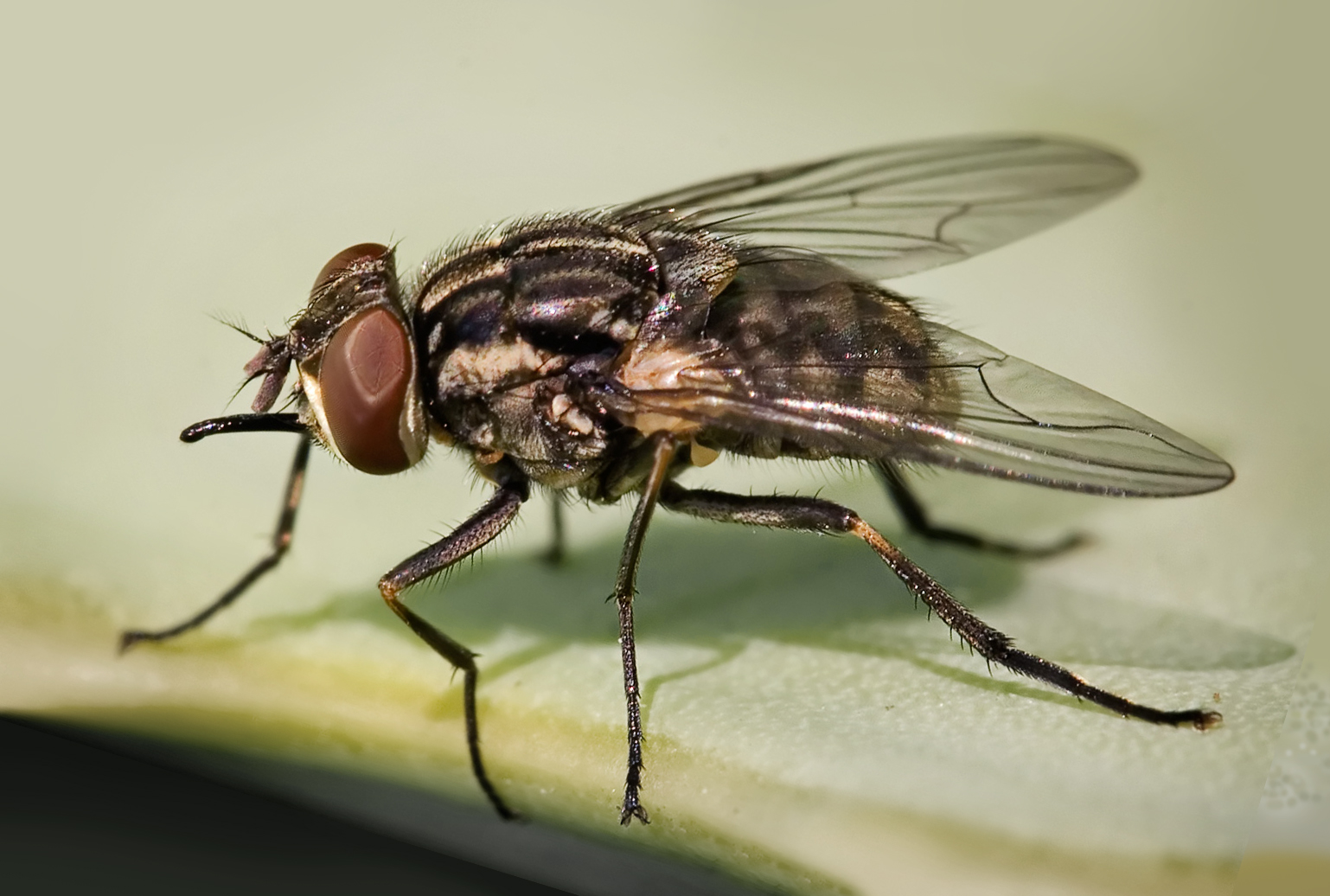
Stomoxys calcitrans
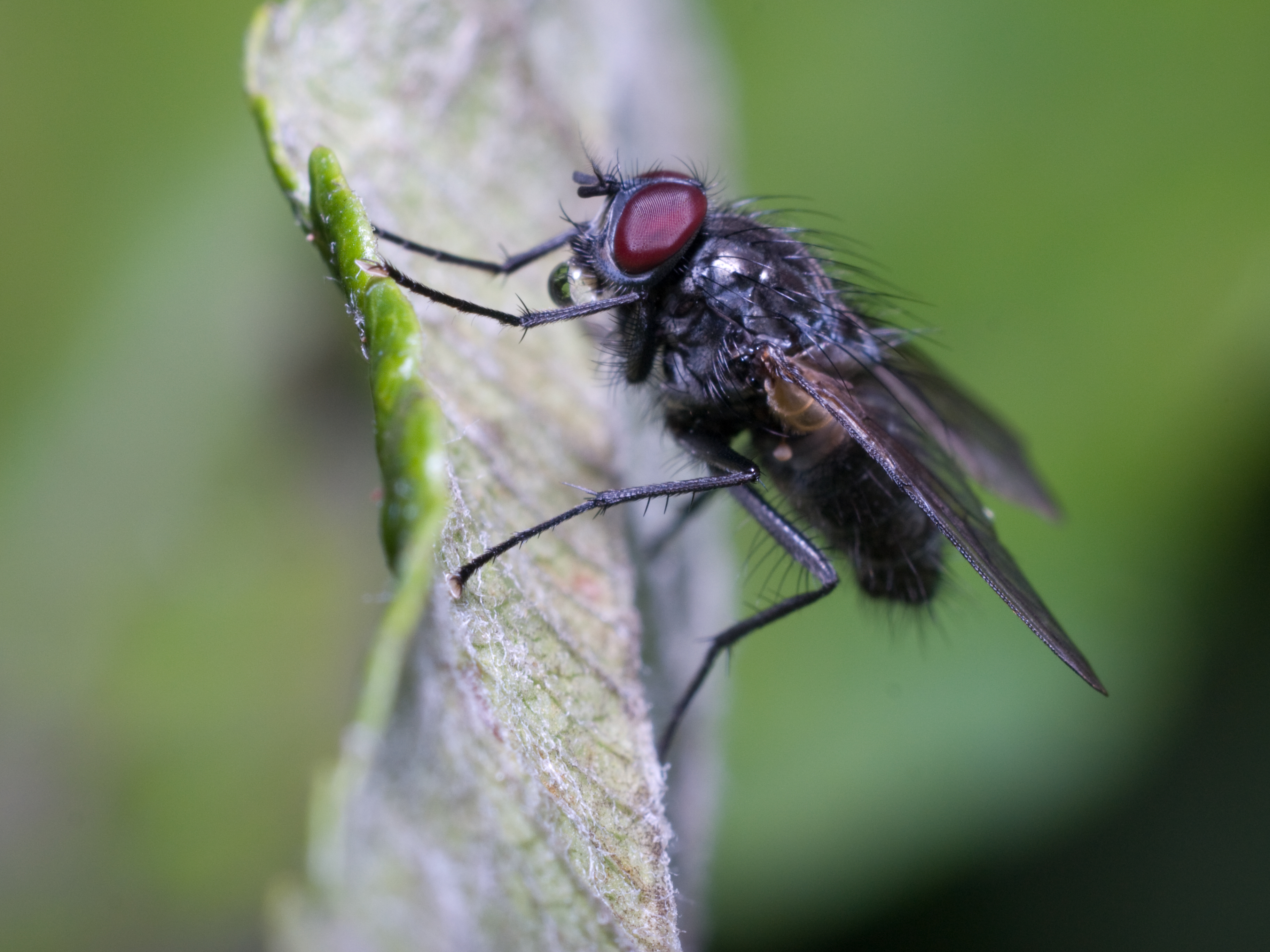
Muscidae sp.
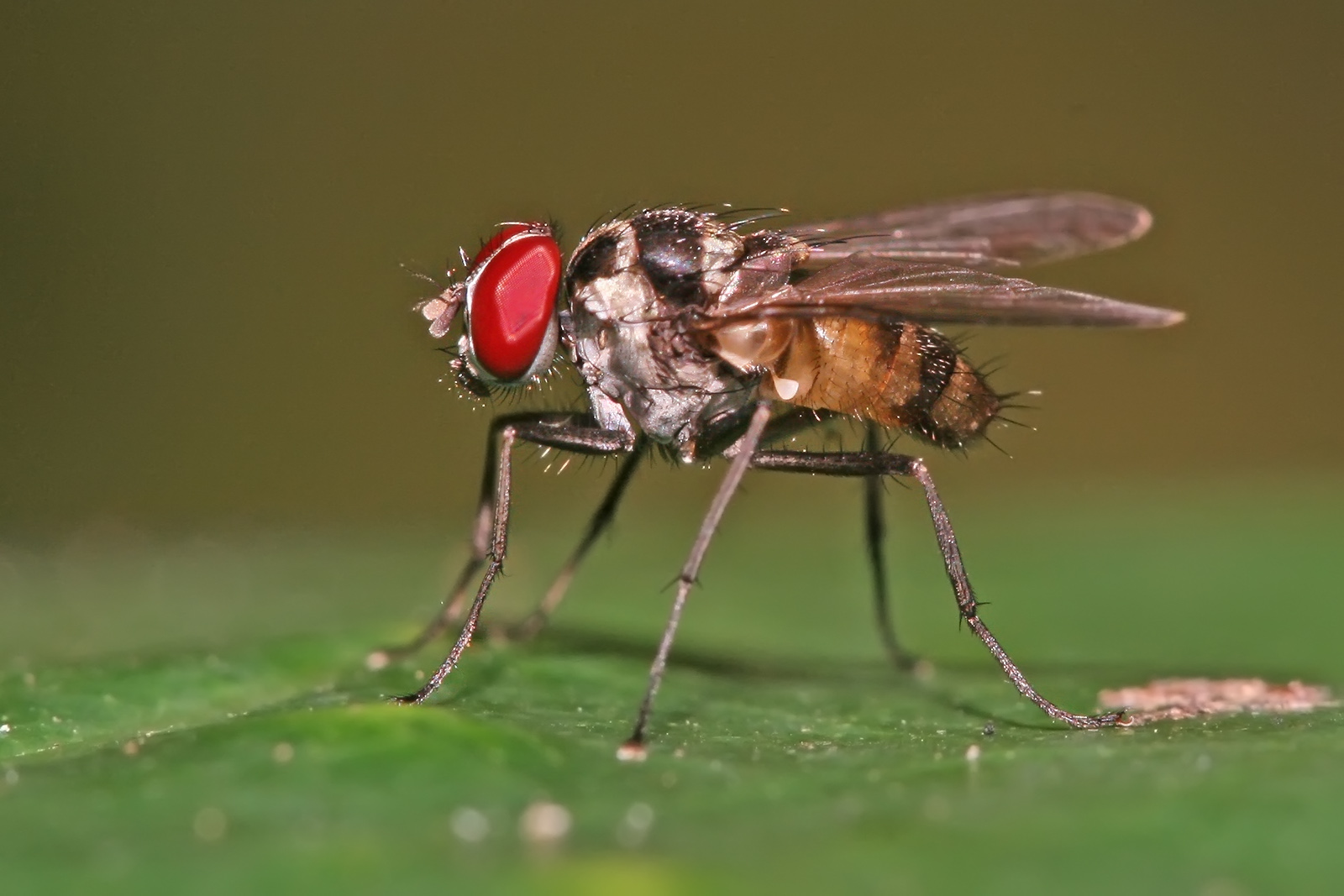
Limnophora sp.
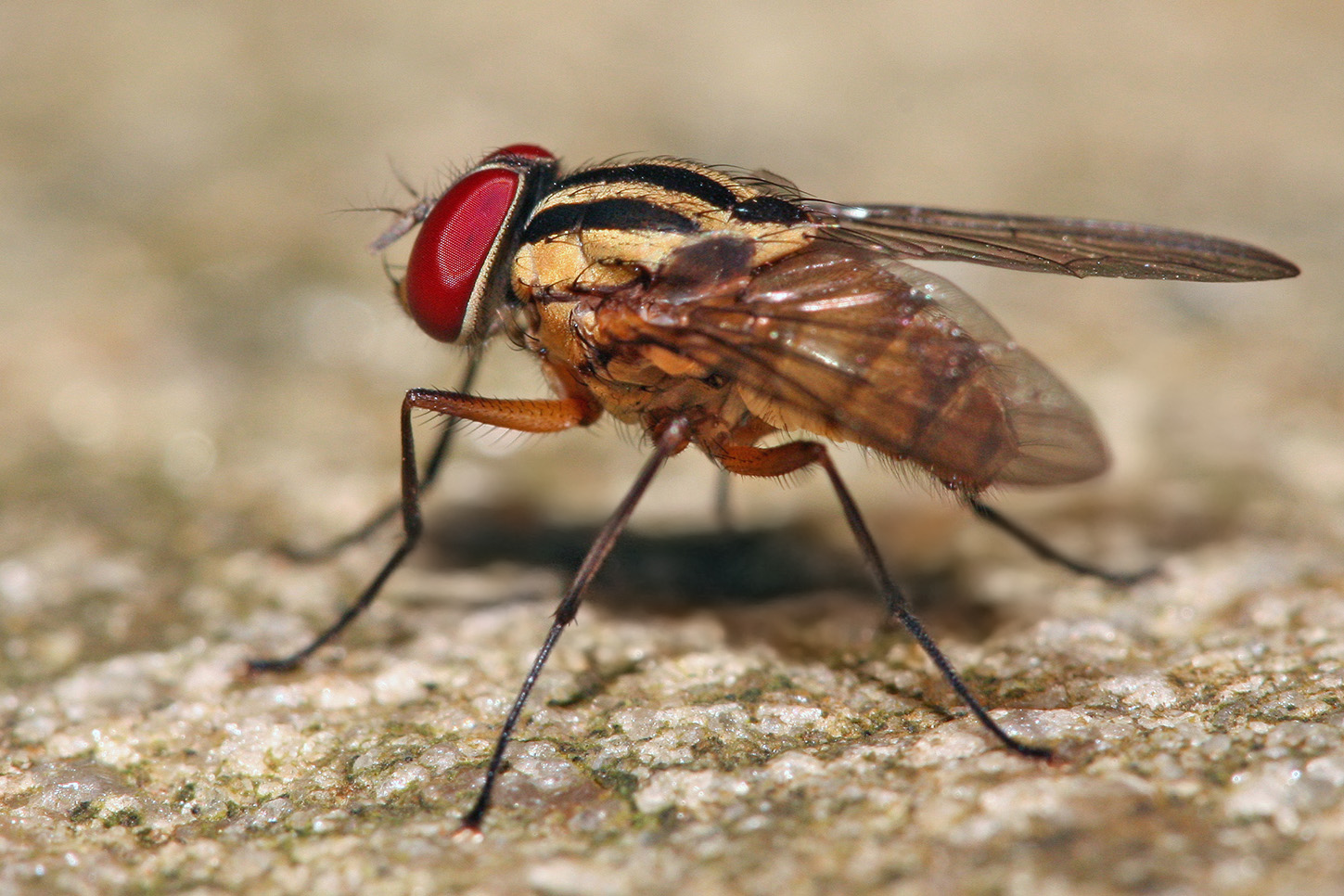
Graphomya eustolia